# Diodo Gunn

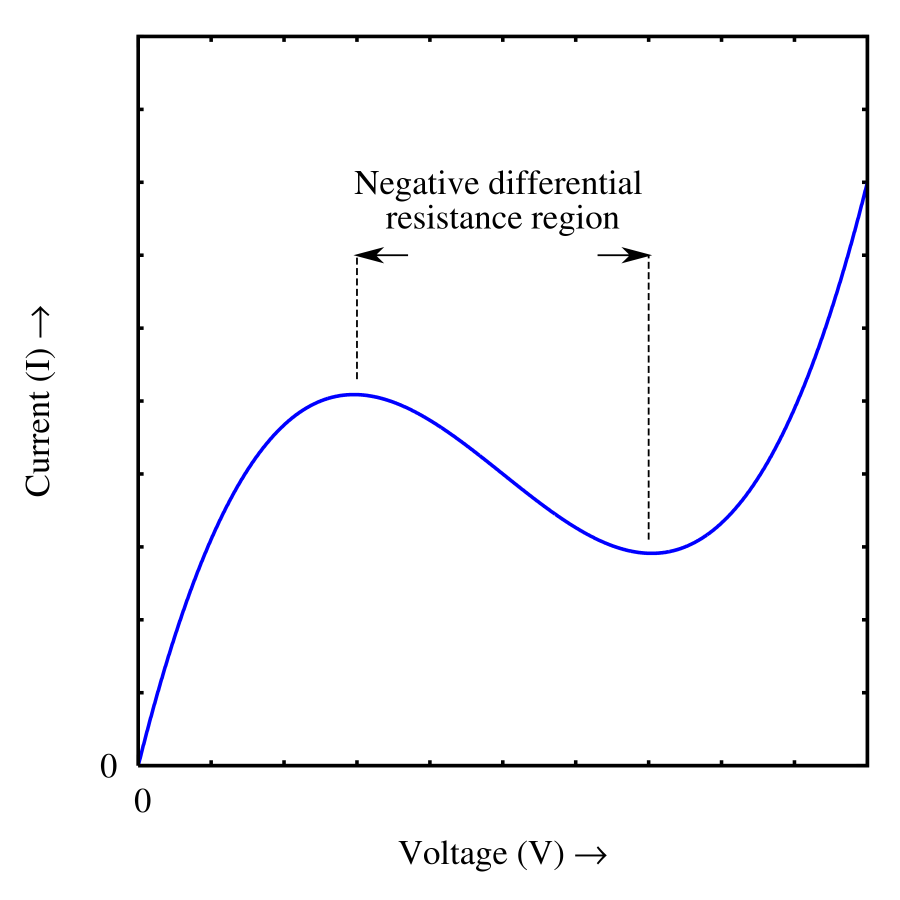
Un'approssimazione della curva VI per un diodo Gunn, che evidenzia la regione a differenziale di resistenza negativo

Un diodo Gunn, detto anche TED (transferred electron device), è una sorta di diodo usato nell'elettronica ad alta frequenza. Il suo funzionamento è basato sull'effetto Gunn (Gunn effect), scoperto nel 1962 dal fisico J. B. Gunn. Consiste solo di semiconduttore drogato N, mentre solitamente i diodi consistono della giunzione di entrambe le regioni drogate P ed N. Nel diodo Gunn esistono 3 regioni: 2 drogate pesantemente N su entrambi i terminali e, all'interno, uno strato sottile e debolmente drogato. Quando viene applicata una tensione al dispositivo il gradiente elettrico sarà maggiore attraverso lo strato più sottile. La conduzione ha luogo come in ogni semiconduttore, con la corrente proporzionale alla tensione applicata. Alla fine, a valori di campo maggiori, le proprietà conduttive dello strato centrale vengono alterate aumentando la sua resistività e diminuendo il gradiente attraverso di esso, frenando l'ulteriore flusso della corrente, che inizia così a diminuire. In sostanza il diodo Gunn ha una regione a differenziale di resistenza negativo.
Il differenziale di resistenza negativo, assieme alle proprietà temporali dello strato intermedio, permette la costruzione di un oscillatore a rilassamento in radiofrequenze applicando una corrente continua regolabile attraverso il dispositivo.

## Funzionamento
I diodi Gunn sono soggetti a 2 differenziali di resistenza negativa (NDR negative differential resistance): uno a bassa/media frequenza (fino a pochi MHz) e uno ad alta frequenza (nello spettro GHz).

Il primo è dovuto al riscaldamento del diodo: aumentando la tensione, aumenta la potenza dissipata, aumenta la temperatura interna del semiconduttore e la resistenza elettrica del diodo.
Il secondo differenziale è dovuto all'effetto Gunn.
La banda di conduzione di alcuni semiconduttori III-V (come GaAs e GaN) presenta 2 valli con minimi in Gamma e L. Nei diodi Gunn in GaAs abbiamo ad esempio 0,32eV fra le 2 valli.
A causa della diversa curvatura delle valli, gli elettroni hanno una diversa massa efficace.
Per questo, un leggero aumento della tensione ad alte frequenze provoca il passaggio degli elettroni da Gamma a L (dove sono più "pesanti" e lenti), diminuendo la corrente e aumentando la resistenza differenziale.
Se si guarda la caratteristica statica corrente tensione, si vede il riscaldamento del diodo non l'effetto Gunn, che diventa dominante ad alte frequenze.
La frequenza di un oscillatore con diodo Gunn dipende dal risonatore (spesso un risonatore a cavità) ma anche dalla geometria del diodo. 
Ad esempio, un diodo Gunn GaAs con una regione attiva lunga 1,6 um ha un ottimo della resistenza differenziale negativa a 36,5 GHz.
Questi diodi erano usati per i radar a 77 GHz (in seconda armonica) degli ACC (Adaptive Cruise Control) nell'industria automobilistica.